# Boston Beacons
De Boston Rovers (in het tweede seizoen Boston Beacons) is een voormalige Amerikaanse voetbalclub uit Boston.
De club werd in 1967 opgericht als Boston Rovers om te spelen in de United Soccer Association. Deze competitie bestond uit geïmporteerde bestaande clubteams die onder een Amerikaanse naam deelnamen. De Boston Rovers waren eigenlijk het Ierse Shamrock Rovers. De club werd laatste in de Eastern Conference.
In december fuseerde de United Soccer Association met de National Professional Soccer League om de North American Soccer League te vormen. De club ging verder als Boston Beacons maar hield na één seizoen op te bestaan.

## Per seizoen
| Jaar | League | W | V  | G | Ptn | Reg. Seizoen           | Playoffs            |
| ---- | ------ | - | -- | - | --- | ---------------------- | ------------------- |
| 1967 | USA    | 2 | 7  | 3 | 7   | 6de, Eastern Division  | Niet gekwalificeerd |
| 1968 | NASL   | 9 | 17 | 6 | 121 | 5de, Atlantic Division | Niet gekwalificeerd |